# Megha Mittal
Megha Mittal (* 20. November 1976 in Kalkutta, Indien) ist eine indische Unternehmerin und war von November 2009 bis Oktober 2019 Eigentümerin und Vorsitzende des Verwaltungsrates der deutschen Luxusmodemarke Escada.

## Werdegang
Megha Mittal wuchs bis zum Studium als Tochter eines Garnfabrikanten in Indien auf. Sie war an der Wharton School of Business und absolvierte im Jahr 1997 mit einem Bachelor of Science (B.Sc.) in Wirtschaftswissenschaften mit Schwerpunkt Finanzen und strategisches Management. Sie wechselte anschließend zur Investmentbank Goldman Sachs als Investment-Analystin in die Forschungsabteilung. Im Jahr 2003 erhielt sie ein Diplom in Innenarchitektur-Design an der Inchbald School of Design.
Im November 2009 erwarb sie das Unternehmen Escada, das im August desselben Jahres Insolvenz angemeldet hatte. Im September 2019 wurde bekannt, dass Mittal plant, die Modemarke wieder abzustoßen. Ende Oktober 2019 verkauft Mittal das Unternehmen Escada an den kalifornischen Finanzinvestor Regent.
Megha ist seit 1998 mit Aditya Mittal verheiratet, dem CFO (Chief Financial Officer) von ArcelorMittal. Sie trafen sich während ihres Studiums in den USA. Sie leben in London und haben zwei Töchter.